# Serrà mascle

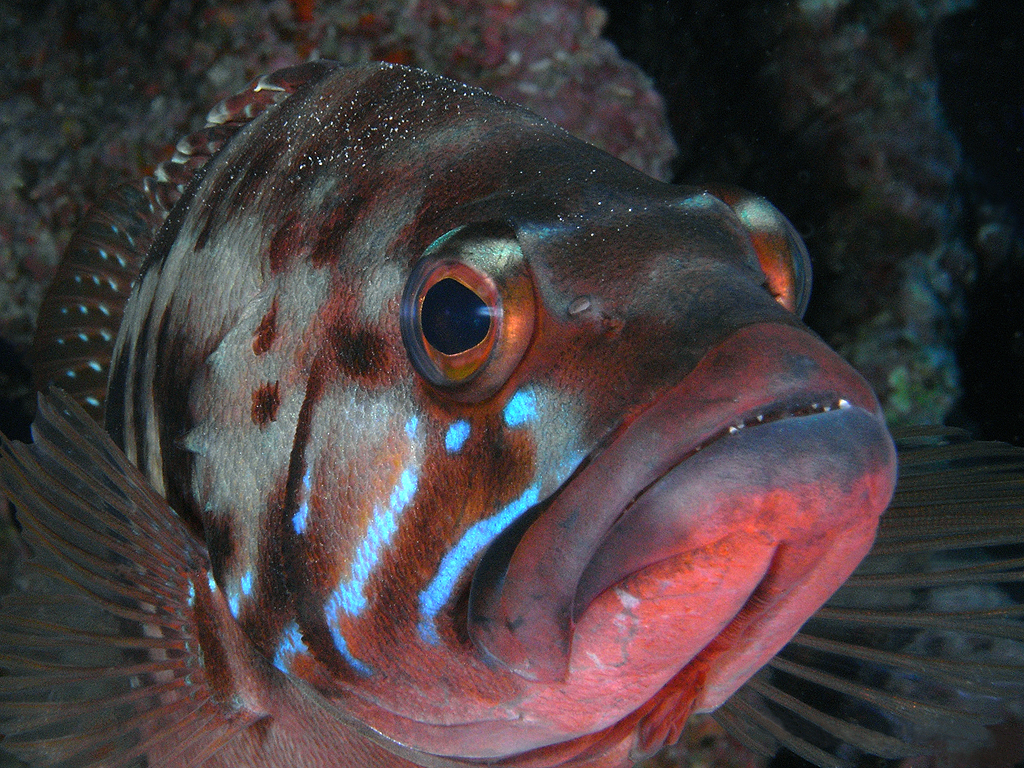
Detall del cap

El serrà mascle o serrà de cua negra (Serranus atricauda) és una espècie de peix de la família dels serrànids i de l'ordre dels perciformes.

## Morfologia
- Els mascles poden assolir els 43,2 cm de longitud total,[6] per bé que la llargada més freqüent és de 25.[7]
- Cos allargat i amb una sèrie d'amples bandes marronoses fosques sobre els flancs, alternades amb altres de més estretes. Ventre rosat.
- Cap en forma de falca amb 3 espines operculars.
- En el primer arc branquial, 14-15 branquiespines inferiors.
- Galtes amb dues o tres bandes obliqües.
- Dents canines en ambdues mandíbules.
- Sense escates entre els ulls.
- Escates ctenoides, petites i de tacte rugós (entre 80-90 a la línia lateral, de les quals 73-80 tenen forma tubular).
- 10 espines i 15-16 radis tous a l'aleta dorsal i 3 espines i 8 radis tous a l'anal.
- Aletes dorsal i anal amb la part anterior espinosa i la posterior tova.
- Aletes dorsal, anal i cua amb punts blaus.
- Aleta caudal tenyida de negre i d'aspecte truncat a lleugerament escotat.[8][9][10]

## Reproducció
És hermafrodita, assoleix la maduresa sexual al cap de 4 anys i a les illes Canàries es reprodueix entre el maig i el juny, tot i que pot fer-ho durant tot l'any.

## Alimentació
Es nodreix de petits peixos i d'invertebrats (sobretot, gambetes).

## Hàbitat
És un peix demersal, marí i de clima temperat, el qual viu en fons rocallosos i de coral·ligen fins als 90-150 m de fondària.

## Distribució geogràfica
Es troba des de la Mar Cantàbrica i les Açores fins al sud de Mauritània, Cap Verd, Madeira, les Illes Canàries, Algèria, el Marroc i les costes mediterrànies d'Espanya i França.

## Costums
És solitari i de costums força territorials.

## Pesca
És capturat amb tresmalls, palangres de fons i volantí.

## Principals amenaces
Les seues principals amenaces són la contaminació provocada pels assentaments humans, les activitats agrícoles i l'abocament d'aigües residuals al mar.

## Observacions
És inofensiu per als humans i la seua longevitat és de 16 anys.